# جون والاس كروفورد
جون والاس كروفورد (بالإنجليزية: John Wallace Crawford)‏ هو كاتب وسياسي أمريكي، ولد في 4 مارس 1847 في جمهورية أيرلندا، وتوفي في 27 فبراير 1917 بسبب التهاب الكلى.

## روابط خارجية
- جون والاس كروفورد على موقع IMDb (الإنجليزية)